# Musclera (miticultura)

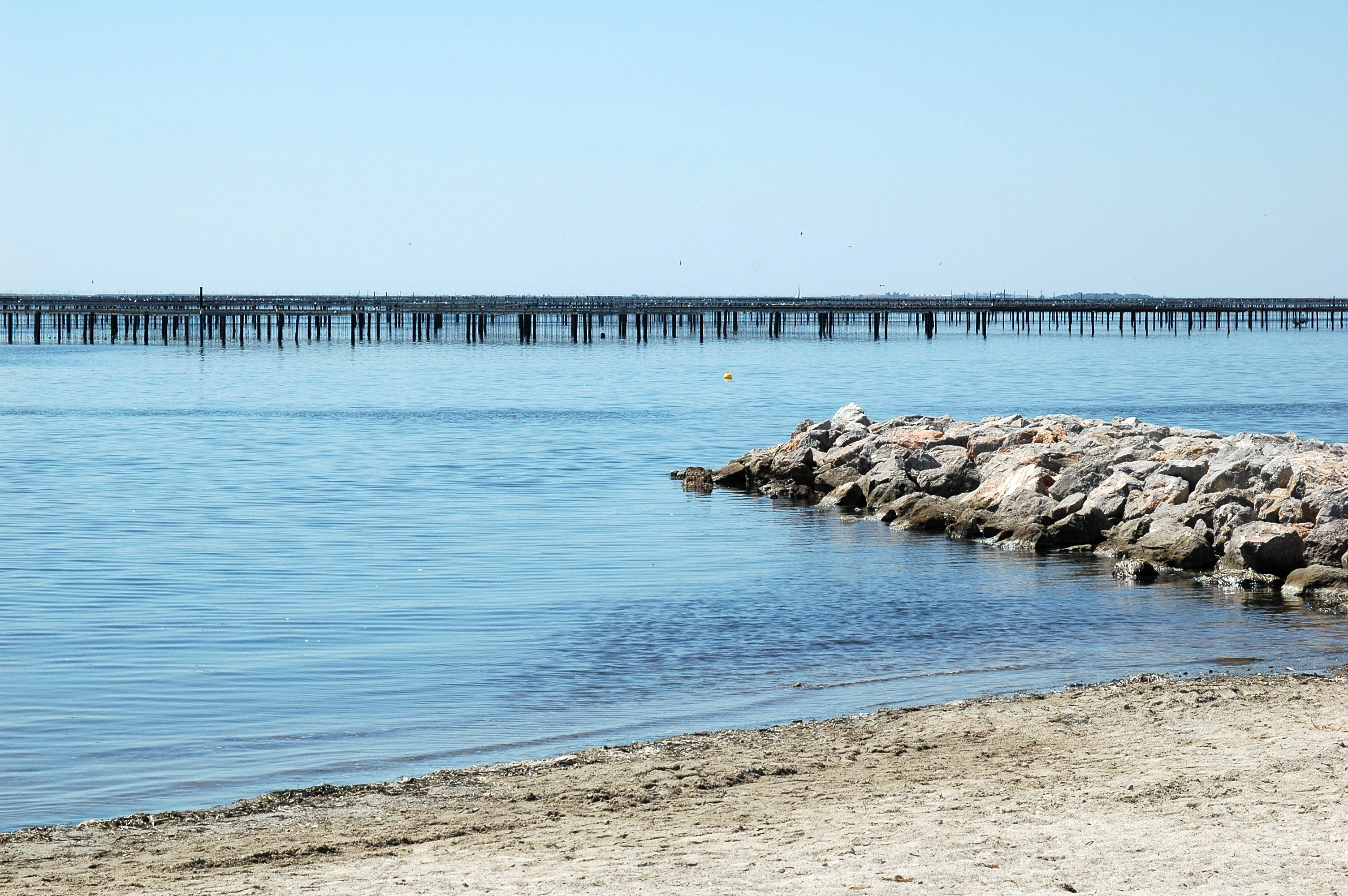
Musclera a l'Estany de Thau

Una musclera és una estructura flotant o fixada (segons si hi ha o no fortes marees) composta d'una estructura superior de fusta (un entramat de grans bigues), flotadors de grans dimensions i cordes perpendiculars a la musclera que s'enfonsen dins l'aigua i on hi creixen els musclos i altres espècies marines. Hi ha muscleres arreu de les costes d'Europa, a Espanya les de Galícia són les més importants en volum de producció. Al Delta de l'Ebre (Badies del Fangar i dels Alfacs) la producció de musclos arriba als tres milions de quilos l'any mentre que la d'ostrons, és al voltant dels 400.000 quilos anuals. Les muscleres no serveixen només per criar-hi musclos s'hi fa també l'ostra i altres tipus de mol·luscs.

## Evolució
Els primers intents de criar musclos no es van fer fins a principis de segle XX quan es va comprovar que els musclos que s'enganxaven en el pal emprats per assecar les xarxes creixien més i més aviat que els que ho feien en les roques. Per això es van instal·lar sistemes de conjunts de pals clavats a la sorra dins l'aigua pròxims a la costa perquè es fixessin de manera natural els musclos joves i esperar que creixessin per a collir-los.
Aquest sistema importat de França i aplicat després a Catalunya es va veure que era molt poc productiu i va ser substituït per boies de les quals penjaven una o dues cordes tan llargues com permetia la profunditat de la mar en aquest punt. També a Catalunya aquest sistema va donar pas a caixes grosses que permetien més cordes. Una altra important transformació va ser fer la fixació artificial a les cordes dels musclos immadurs.
A mitjans del segle XX les caixes van ser substituïdes per vaixells vells que ja no servien per a pescar i el transport que eren ancorats a l'interior de l'aigua i portaven cordes penjants des de la borda primer i després de pals horitzontals subjectes a la coberta amb la qual cosa s'augmentava el nombre de cordes.
El darrer pas va ser la substitució d'aquells vaixells per artefactes flotants construïts a l'efecte.

## Estructura d'una musclera

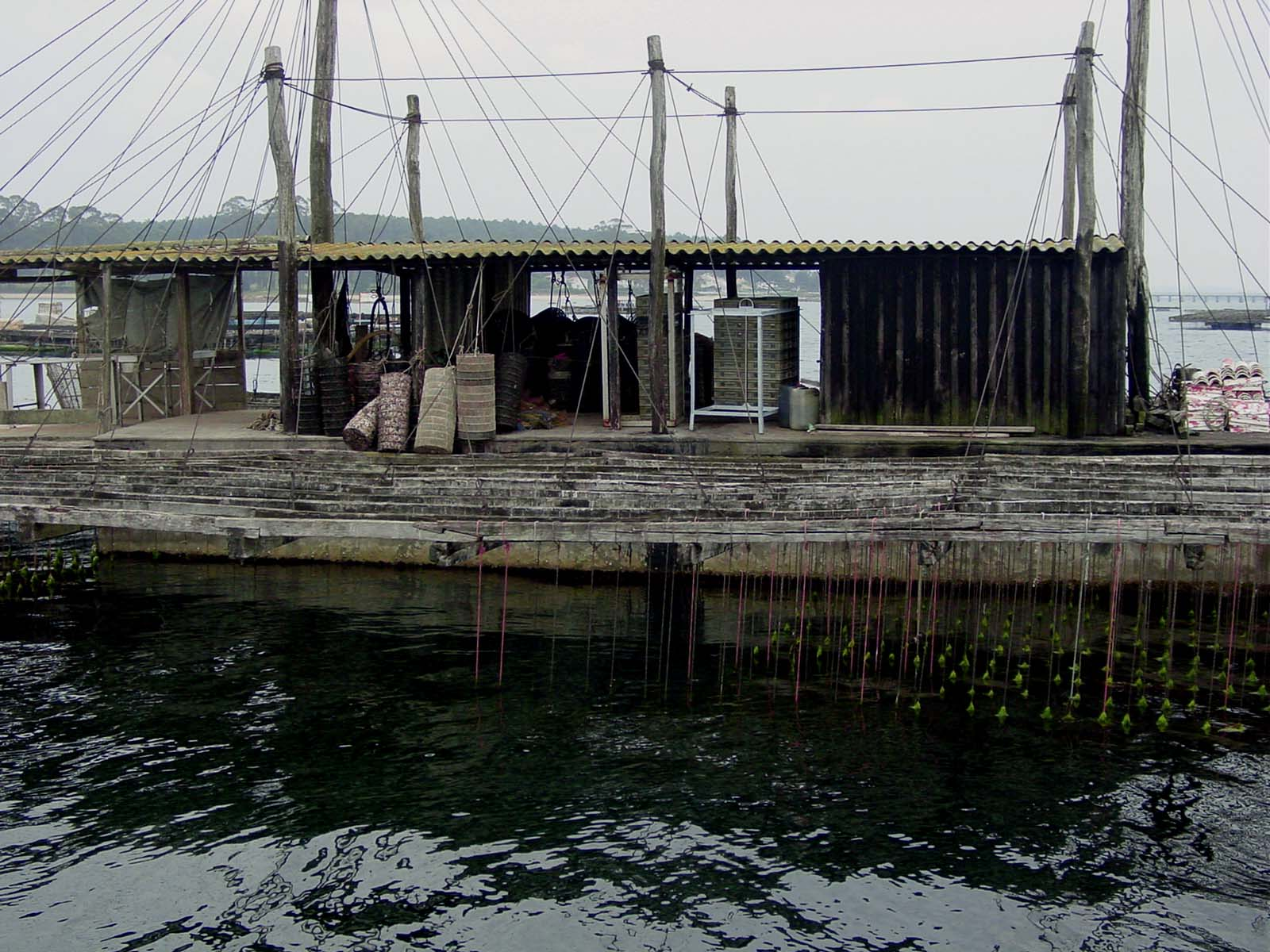
Musclera a les Ries Baixes de Galícia

Bàsicament consisteix en un enreixat de forts taulons de fusta subjectades entre elles, formant un conjunto pla i quadrat. Sobre aquests taulons es claven altres pals més fins i curts, per augmentar els punts de fixació de les cordes. A l'enreixat si lliguen un ombre variable de cordes en les quals es fixarà i creixerà el musclo. En una d'aquells taulons s'hi fixa un bloc de ciment, que serveix de fixació. Per criar altres mol·luscs com l'ostra o la vieira, així com crustacis o peixos es fan modificacions de les muscleres.

### Enreixat
Formen una estructura rectangular o quadrada amb un màxim legal de 500 m² útils i 27 m de proa, com a màxim, que flota a certa altitud sobre el nivell de mar. Han d'estar una mica elevats per sobre de l'aigua però no excessivament perquè els moviments del mar no els trenquin. Els taulons es col·loquen longitudinalment de proa a popa. Normalment són de fusta però s'assagen els de plàstic (PVC)